# Chromis multilineata
Chromis multilineata är en fiskart som först beskrevs av Guichenot, 1853.  Chromis multilineata ingår i släktet Chromis och familjen Pomacentridae. Inga underarter finns listade i Catalogue of Life.